# Michael Plum
Michael Plum (* 2. Oktober 1960) ist ein deutscher Tischtennisspieler. Der Defensivspieler gehörte Anfang der 1980er Jahre zu den besten Spielern in Deutschland.

## Werdegang
Plum ist Abwehrspieler. 1977 gewann er das Bundesranglistenturnier „DTTB-Top 12“ der Jugend. Ein Jahr später wurde er Deutscher Jugendmeister und Vizemeister im Doppel mit Andreas Assner. Beim DTTB-Top 12 der Junioren belegte er 1979 Platz eins und 1980 Platz zwei.
Plum begann seine Profikarriere beim TSV Milbertshofen. Später wechselte er zum TTC Simex Jülich, wo er seine größten Erfolge hatte. Hier spielte er in der Bundesliga im Spitzenpaarkreuz. In der deutschen Rangliste belegte er Platz drei. 1982 bestritt er ein Länderspiel gegen China. Er verlor beide Einzel, jedoch gelang ihm ein Satzgewinn gegen den amtierenden Weltmeister Guo Yuehua. Im September 1982 kam er in der Europaliga zum Einsatz, wo er gegen die CSSR je ein Spiel gewann und verlor. Ebenfalls in der Europaliga trat er bei der 0:7-Niederlage gegen Schweden im Januar 1983 an und unterlag dabei Erik Lindh. Im Bundesranglistenturnier  TOP12 belegte er Platz drei. 1983 wurde er für die Tischtennisweltmeisterschaft nominiert. 1982/83 wurde er mit Jülich Deutscher Pokalsieger, 1983/84 gewann das Team den Europapokal.
Als 1984 vorgeschrieben wurde, dass die Beläge des Schlägers zweifarbig sein mussten, verlor er ca. 90 % seiner Spielstärke. In der Folge fiel er vom oberen ins untere Paarkreuz der Bundesliga und selbst da gewann er kein Spiel. 1987 wechselte Plum zum VfB Lübeck, ein Jahr später ging er als Spielertrainer zum damaligen Verbandsligisten TTF Bad Honnef. 1993 beendete er wegen Perspektivlosigkeit seine Karriere als Leistungssportler und wechselte zum TTG Lülsdorf-Rheydt. Seinen Schwerpunkt verlegte er nun auf die  Ausbildung zum Diplomfinanzwirt. 
Nach einer mehrjährigen Pause begann Plum wieder mit dem Tischtennissport in unterklassigen Vereinen. So schloss er sich 1999 seinem Heimatklub DJK Teveren (1. Kreisklasse) an. Seit 2004 spielt er beim TSV Wolsdorf. Plum arbeitete nach seiner Ausbildung zum Finanzwirt in der Finanzdirektion Bonn. Er ist verheiratet und hat eine Tochter.

## Material und Spielweise
Plum war Abwehrspieler. Er versuchte durch Schnittwechsel und Drehung des Schlägers die Gegner zu Fehlern zu verleiten, hoch stehende Bälle schoß er. Er spielte zunächst ein Butterfly Abwehrholz mit langen Noppen und Tackiness c, später ein Stiga Abwehrholz mit Wallie und Antipower.

## Turnierergebnisse
| Verband | Veranstaltung     | Jahr | Ort   | Land | Einzel | Doppel    | Mixed | Team |
| ------- | ----------------- | ---- | ----- | ---- | ------ | --------- | ----- | ---- |
| FRG     | Weltmeisterschaft | 1983 | Tokio | JPN  | Qual   | letzte 32 | Qual  | 15   |